# Ispettore superiore

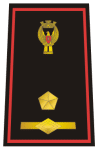
L'insegna per spallina (del giaccone o del maglione a V) di ispettore superiore s.U.P.S. della Polizia di Stato in uso fino al 2019

.
L'ispettore superiore è la quarta qualifica degli ispettori della Polizia di Stato e del Corpo di Polizia Penitenziaria. Tale qualifica è superiore all'ispettore capo e subordinata al sostituto commissario. Per quanto concerne la sola Polizia di Stato, la sua denominazione ufficiale è ispettore superiore sostituto ufficiale di Pubblica Sicurezza, altrimenti abbreviato come ispettore superiore s.u.p.s.
L'ispettore superiore riveste infatti la qualifica di ufficiale di Polizia Giudiziaria e di sostituto ufficiale di pubblica sicurezza. Fino al 1981, il ruolo ispettori non esisteva, con la legge nr.121/81 la Polizia di Stato venne smilitarizzata e venne istituito questo nuovo ruolo posto tra quello dei sovrintendenti (ruolo che sostituì quello dei sottufficiali, da vicebrigadiere a maresciallo con carica speciale) e quello dei commissari (nato dall'unione degli ufficiali e del vecchio ruolo dei commissari).
La qualifica di Ispettore Superiore s.u.p.s. (qualifica apicale del ruolo ispettori fino al riordino delle carriere attuato con il DECRETO LEGISLATIVO 29 maggio 2017, n. 95 ) venne istituita nel 1995, sostituendo la vecchia qualifica di Ispettore Capo (precedente qualifica apicale  del ruolo ispettori, dal Aprile 1981, a Maggio 1995); entrambi con le stesse insegne di grado.
Gli Ispettori Capo con anzianità di almeno otto anni nella qualifica vengono ammessi allo scrutinio a ruolo aperto per merito comparativo per la promozione ad Ispettore Superiore purché in possesso di titolo di studio previsto dall’art. 5 bis D.Lgs. 334/2000 (laurea triennale o superiore con 2/3 crediti in ius). 
Il distintivo di qualifica dell'ispettore superiore s.u.p.s. in uso fino al 2019 consisteva in un pentagono dorato e in un rombo dorato posto al centro di un "binario" dorato (le medesime insegne avevano i colori argentati per il personale della Polizia Penitenziaria).Dal 2019 il distintivo di qualifica è costituito da una formella dorata, un’aquila dorata che regge il bastone del comando, un pentagono e due plinti dorati.

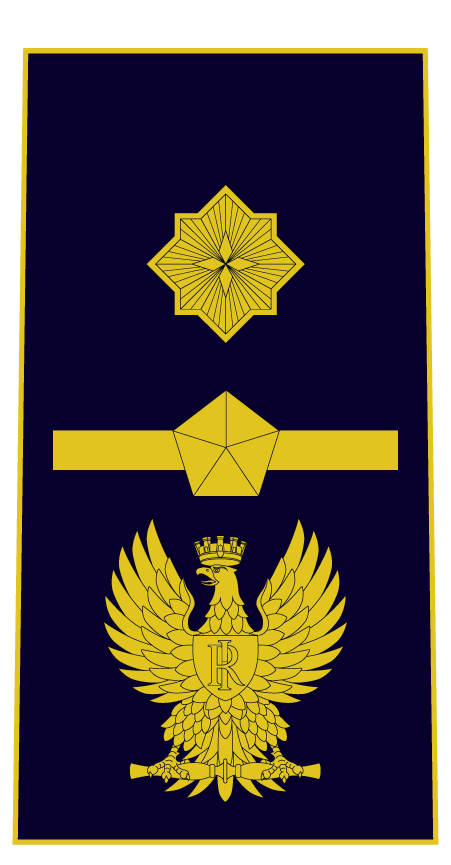
Distintivo di qualifica per controspallina di ispettore superiore della Polizia di Stato in uso dal 2019.
Distintivo di qualifica per controspallina di ispettore superiore della Polizia Penitenziaria

## Comparazione con i gradi delle forze armate italiane

L'insegna per spallino di primo maresciallo dell'Esercito Italiano
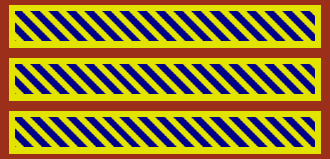
L'insegna per spallina di primo maresciallo dell'Aeronautica Militare
Il distintivo per spalla della Marina Militare
L'insegna per controspallina di mar.a.s.ups dell'Arma dei Carabinieri

## Comparazione con le qualifiche dei corpi ad ordinamento militare

Distintivo di grado per controspallina di maresciallo aiutante della Guardia di Finanza
Distintivo di grado per controspallina di primo maresciallo del Corpo militare volontario della Croce Rossa Italiana